# Estadi Internacional del Caire
L'Estadi Internacional del Caire (àrab: ستاد القاهرة الدولي, Stād al-Qāhira ad-Duwalī) és un estadi multiusos situat a Nars City, suburbi del Caire, capital d'Egipte. És l'estadi d'estàndards olímpics més gran de l'Àfrica i l'Orient Mitjà. La seua construcció va ser completada el 1960, i va ser inaugurat pel president Gamal Abdel Nasser durant les celebracions nacionals del 23 de juliol d'aquell any.
Amfitrió dels Jocs Panafricans de 1991, el 2005 va ser objecte d'una remodelació, com a part dels preparatius de cara a la Copa Africana de Nacions de 2006.
Va ser seu del Campionat Africà d'atletisme els anys 1982, 1985 i 1990.